# Колін Кларк
Колін Кларк (англ. Colin Clarke, нар. 30 жовтня 1962, Ньюрі) — північноірландський футболіст, що грав на позиції нападника. По завершенні ігрової кар'єри — тренер.
Виступав, зокрема, за клуб «Портсмут», а також національну збірну Північної Ірландії.

## Клубна кар'єра
Народився 30 жовтня 1962 року в місті Ньюрі. Вихованець футбольної школи клубу «Іпсвіч Таун». Дорослу футбольну кар'єру розпочав 1981 року в основній команді Четвертого дивізіону «Пітерборо Юнайтед», взявши участь у 82 матчах чемпіонату, а також недовго грав в оренді в клубі Третього дивізіону «Джиллінгем».
Влітку 1984 року підписав контракт із клубом Четвертого дивізіону «Транмер Роверз». У сезоні 1984/85 забив 29 голів у всіх турнірах, після чого перейшов у клуб Третього дивізіону «Борнмут» за £22,5 тис. Забивши 35 голів у 56 матчах він став найкращим бомбардиром команди у сезоні 1985/86.
Висока результативність Кларка призвела до того, що у липні 1986 року він був проданий до клубу Першого дивізіону «Саутгемптон» за £ 400 тис.. Дебютував за «святих» 23 серпня 1986 року в матчі вищого дивізіону проти «Квінз Парк Рейнджерс» (5:1), оформивши хет-трик. Загалом у першому сезоні Колін забив 20 голів у чемпіонаті, а рік потому провів ще одну успішну кампанію, забивши 16 голів. Раптова втрата форми в сезоні 1988/89 років, в якому йому не вдалося забити жодного голу у Першому дивізіоні за 9 ігор, призвела до того, що у грудні 1988 року Кларк повернувся до «Борнмута», в оренду, а у березні 1989 року перейшов у «Квінз Парк Рейнджерс» за £850 тис. Забив гол у дебютному матчі за КПР, 10 березня 1989 року проти «Ньюкасл Юнайтед». Він забив 5 м'ячів у 12 іграх Першого дивізіону до кінця сезону, але його результативність значно знизилась в наступному сезоні 1989/90 років, де він забив лише 6 голів у 34 іграх.
У червні 1990 року перейшов у клуб Другого дивізіону «Портсмут» за £450 тис. З командою Кларк вийшов до півфіналу Кубка Англії 1991/92, де вони програли «Ліверпулю» у серії пенальті. Після закінчення сезону 1992/93 Кларк був змушений завершити кар'єру футболіста через травму зв'язок колінного суглоба.

## Виступи за збірну
26 лютого 1986 року дебютував в офіційних матчах у складі національної збірної Північної Ірландії в товариському матчі зі збірною Франції (0:0). 23 квітня 1986 року в товариському матчі зі збірною Марокко (2:1) забив свій перший гол за збірну.
У складі збірної був учасником чемпіонату світу 1986 року у Мексиці, де зіграв у всіх трьох іграх і у матчі другого туру групового етапу проти збірної Іспанії (1:2) забив гол.
Після чемпіонату світу багато зіркових гравців збірної Північної Ірландії завершили кар'єру у збірній і головний тренер Біллі Бінгем розпочав створювати нову команду навколо Кларка. Хоча цій новій команді не вдалося досягти серйозних результатів і кваліфікуватись на міжнародні турніри, Кларк був одним із її лідерів. У вересні 1991 року в грі відбору на Євро-1992 проти Фарерських островів (5:0) Кларк став першим гравцем Північної Ірландії, який зробив хет-трик, після 1971 року, коли це зробив легендарний Джордж Бест. У вересні 1992 року Кларк забив рекордний на той момент 13 гол за збірну Північної Ірландії в грі відбору на чемпіонат світу 1994 року проти Албанії (3:0), а через два місяці зіграв свій останній міжнародний матч, в тому ж відборі проти Данії (0:1).
Загалом протягом кар'єри у національній команді, яка тривала 8 років, провів у її формі 38 матчів, забивши рекордні на той час 13 голів. Згодом Коліна у списку найкращих бомбардирів збірної обійшов Девід Гілі, а потім і Кайл Лафферті.

## Кар'єра тренера
У серпні 1997 року Кларк був призначений головним тренером клубу американської А-ліги «Річмонд Кікерз». У сезоні 1998 клуб виграв Атлантичний дивізіон, але вилетів у плей-оф вже у другому раунді. У сезоні 1999 року не зміг подолати перший раунд плей-офф. 7 грудня 1999 року Кларк залишив клуб.
30 грудня 1999 року обійняв посаду головного тренера іншого клубу А-ліги «Сан-Дієго Флеш». У сезоні 2000 року клуб посів друге місце у Західній конференції.
16 березня 2001 року Кларк увійшов до тренерського штабу клубу MLS «Даллас Берн», ставши асистентом головного тренера Майка Джеффріза. Після звільнення Джеффріза 15 вересня 2003 року Кларку було доручено виконувати обов'язки головного тренера. 4 грудня 2003 року Кларк був затверджений повноцінним головним тренером «Даллас Берн» на постійній основі. 2005 року клуб був перейменований у «Даллас» і вийшов у фінал Відкритого кубка США, де техасці програли «Лос-Анджелес Гелексі». Того ж року Кларк тренував збірну MLS у Матчі всіх зірок MLS проти англійського «Фулгема», перемігши 4:1. 9 листопада 2005 року клуб продовжив контракт з тренером ще на один сезон. В сезоні 2006 року «Даллас» виграв Західну конференцію, але у плей-оф вилетів вже у першому раунді від «Колорадо Репідз», після чого, 7 листопада 2006 року було оголошено, що контракт з Кларком не буде продовжено.
11 січня 2007 року Кларк став головним тренером клубу Першого дивізіону USL «Вірджинія-Біч Марінерс», але вже через два місяці клуб припинив існування, так і не зігравши з новим тренером жодного офіційного матчу.
23 травня 2007 року був призначений головним тренером клубу «Пуерто-Рико Айлендерс». Кларк посів з командою 6 місце у регулярній першості USL і вийшов до плей-оф, де дійшла до півфіналу, програвши клубу «Сіетл Саундерс» в серії пенальті. У першому повному сезоні 2008 року Кларк привів «Айлендерс» до перемоги у регулярному чемпіонаті USL-1, а у плей-оф команда дійшла до фіналу, програвши там канадській команді «Ванкувер Вайткепс» (1:2). У лютому 2009 року підписав із клубом новий трирічний контракт  і вивів «Айлендерс» у півфінал Ліги чемпіонів КОНКАКАФ 2008/09, де пуерторіканці програли мексиканському "Крус Асуль" у серії пенальті. Однак, цей результат став найкращим в історії клубу на міжнародній арені. Також Кларк приводив «Айлендерс» до перемоги у Карибському клубному чемпіонаті у 2010 та 2011 роках. Привів клуб до перемоги у другому дивізіоні чемпіонату США (англ. USSF Division 2 Professional League), створеному шляхом об'єднання ліг USL та NASL. 2010 року «Пуерто-Рико Айлендерс» також вперше взяв участь у чемпіонаті Пуерто-Рико, але всупереч очікуванням поступився у фіналі клубу «Рівер Плейт». По завершенні сезону 2011 року покинув клуб. З 2008 року паралельно з «Айлендерс» тренував збірну Пуерто-Рико.
6 грудня 2011 року був призначений головним тренером клубу Північноамериканської футбольної ліги «Кароліна Рейлгоукс». У сезоні 2013 року привів клуб до перемоги у регулярному чемпіонаті NASL. 25 листопада 2014 року підписав з «Кароліною Рейлгоукс» новий багаторічний контракт. 17 жовтня 2018 року «Норт Кароліна» (назва «Кароліни Рейлгоукс» з 2017 року) оголосила про звільнення Кларка, який тренував клуб протягом семи сезонів.

## Досягнення
Як тренера
«Пуерто-Рико Айлендерс»
- Чемпіон Другого дивізіону США[en]: 2010
- Переможець регулярного чемпіонату USL-1[en]: 2008
- Переможець Карибського клубного чемпіонату: 2010, 2011

«Кароліна Рейлгоукс»
- Переможець регулярного чемпіонату NASL: 2013